# Haiyang Shiyou 981
Haiyang Shiyou 981 (HYSY-981, IMO-Nr. 9480344)  ist eine Halbtaucher-Ölplattform und wird zu Tiefsee-Probebohrungen eingesetzt.

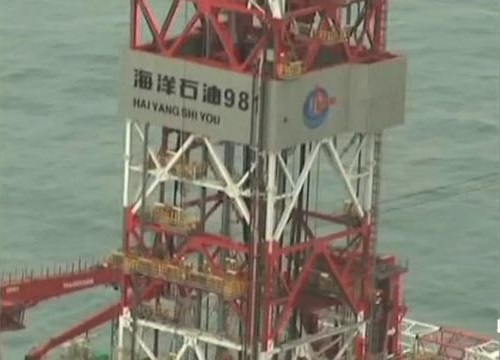
Haiyang Shiyou 981

Sie wird vom chinesischen Mineralölkonzern China National Offshore Oil betrieben.
Am 26. Februar 2010 war Stapellauf, 2012 wurde sie zu Erkundungen in einem Gebiet 320 km südöstlich von Hongkong eingesetzt.
Im Jahr 2014 kam sie von Mai bis Juli in einem umstrittenen Teil des Südchinesischen Meeres zum Einsatz, in der Nähe der Insel Zhongjian Dao, die zu den Paracel-Inseln gehört. Diese sind zwischen China und Vietnam umstritten, stehen aber vollständig unter chinesischer Kontrolle. Zwischen Schiffen der beiden Ländern kam es zu gefährlichen Manövern, ein vietnamesisches Fischerboot sank nach dem Zusammenstoß mit einem chinesischen Schiff. 13 vietnamesische Fischer wurden vorübergehend durch die chinesische Küstenwache festgenommen. In Vietnam kam es zu anti-chinesischen Ausschreitungen gegen Fabriken von Investoren aus China und anderen Ländern.
Nach Beendigung der Bohrungen wurde die Bohrinsel wieder abgezogen und die Lage beruhigte sich wieder. Die Ölgesellschaft zeigte sich zufrieden mit den Ergebnissen der Erkundung.